# Martin Knauthe
Martin Knauthe (* 30. Mai 1889 in Dresden; † 7. Februar 1942 in der Sowjetunion) war ein deutscher Architekt der Klassischen Moderne.

## Leben
Knauthe wurde als jüngstes Kind einer kleinbürgerlichen Familie in Dresden geboren. Nach seiner Schulausbildung besuchte er von 1906 bis 1907 die Dresdner Zeichenschule und von 1907 bis 1910 die Dresdner Kunstgewerbeschule. Um darüber hinaus praktische Kenntnisse zu erwerben, absolvierte er von 1908 bis 1910 in den Dresdner Werkstätten für Handwerkskunst eine Tischlerlehre. Zwecks Weiterqualifizierung hospitierte er in den folgenden Jahren an der Kunstakademie Dresden sowie der Technischen Hochschule Dresden. Parallel nahm er eine Aspirantur und anschließende Tätigkeit als Bauführer beim Dresdner Architekten Oskar Menzel wahr. Hier entstanden die ersten eigenen Entwürfe. 1912 begann die erste Selbständigkeit Knauthes, indem er zusammen mit dem Maler Paul Freund die privaten „Lehr- und Entwurfsateliers für Malerei und Angewandte Künste“ gründete, in den praktische Übungen zu verschiedensten künstlerischen Techniken durchgeführt werden sollten. Diese Schule musste jedoch aus finanziellen Gründen bereits 1913 geschlossen werden.
Darauf siedelte er nach Halle (Saale) über. Hier war Knauthe zunächst vom 1. September 1913 bis zum 1. September 1914 im „Büro für Architektur und Städtebau“ der Brüder Arthur und Bruno Föhre tätig. In diesem Jahr heiratete er Antonie Fikar. Von Beginn des Ersten Weltkriegs bis Ende 1916 arbeitete er als Kriegsaushilfe im halleschen Hochbauamt unter der Leitung von Wilhelm Jost. Während dieser Zeit hat er an vielen bedeutenden Projekten mitgearbeitet. Auch hier wurden ihm anschließend, wie bei den vorangegangenen Entwurfsbüros, viel Geschick und Fleiß bestätigt. Darauf verließ Knauthe Halle und arbeitete im Berliner Büro des Architekten Bruno Paul. Er kehrte jedoch Anfang Mai 1918 wieder nach Halle zurück, um wiederum Mitarbeiter im Architekturbüro Föhre zu werden, aus dem er jedoch bereits im Januar 1919 wieder ausschied, um sich selbständig zu machen. In diesem Jahr wurde er in den Bund Deutscher Architekten aufgenommen.

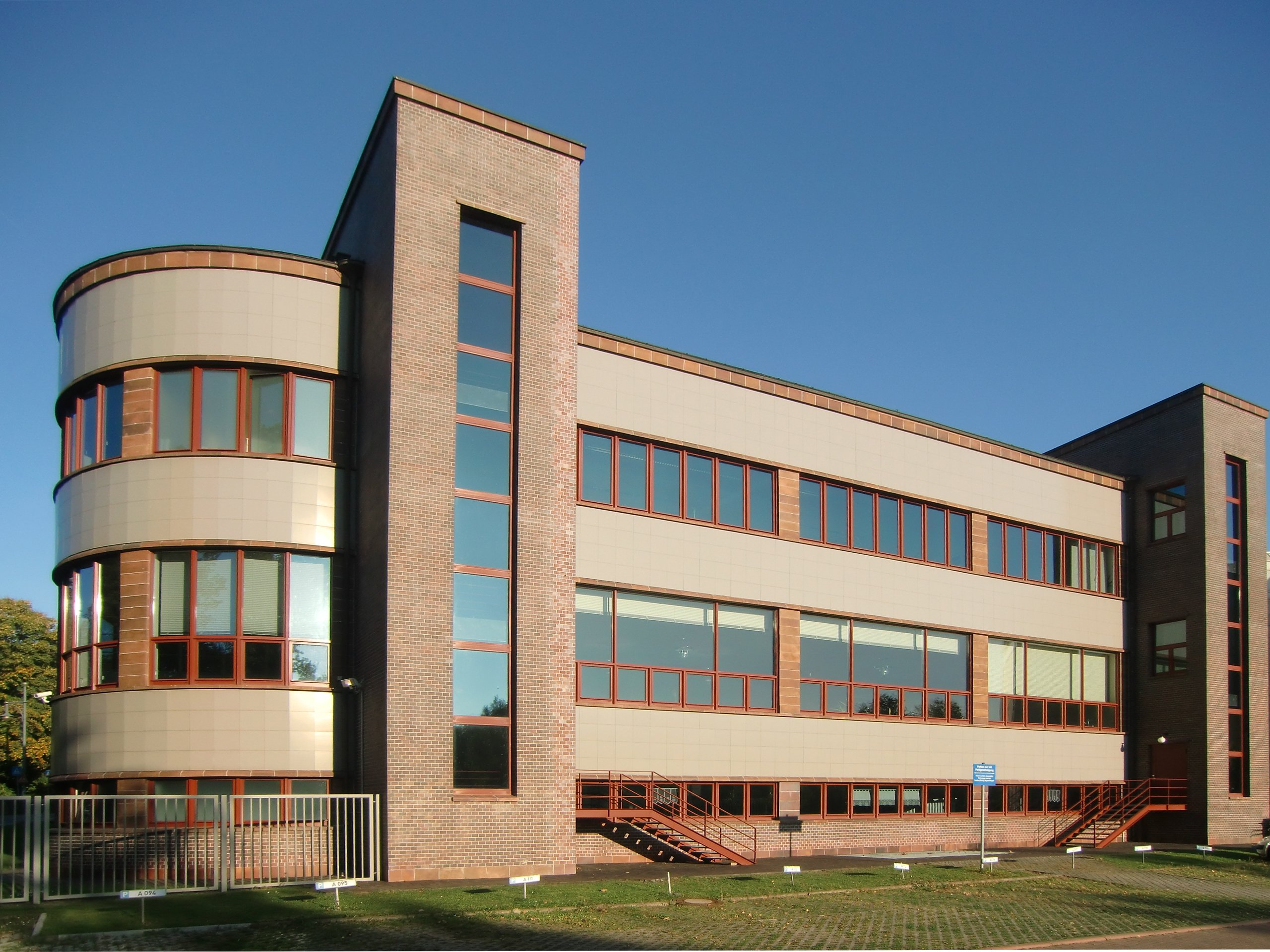
AOK-Gebäude in Halle, erbaut 1932

Bis zu seinem Weggang aus Halle im Jahre 1932 hat er in der Folgezeit viele bedeutende Bauentwürfe geschaffen, vor allem für Büro- und Verwaltungsbauten. 1922 bildete er zusammen mit Alfred Gellhorn eine Architektengemeinschaft. Diese verließ er 1926, und damit begann seine kreativste Phase. 1928 ging er eine zweite Ehe mit Elsa Gentzsch ein.
1931, als wegen der Weltwirtschaftskrise alle Architekten an Auftragsmangel litten, unternahm er eine erste Informationsreise in die Sowjetunion. Bald darauf siedelte er mit seiner Frau dorthin um, wo er als Architekt an einem großen Industrieprojekt und später an der Architektur-Akademie in Moskau tätig war. 1936 zog er sich ein Nervenleiden zu. Im folgenden Jahr schrieb er sein überliefertes Werkverzeichnis nieder. Kurze Zeit später wurde er verhaftet und schließlich 1938 in die heutige Autonome Republik der Komi im Nordosten des europäischen Teil Russlands deportiert. Dort starb Knauthe am 7. Februar 1942.

## Politische Aktivitäten
Mit Beginn seiner selbstständigen Tätigkeit wurde Knauthe als Kommunist politisch sehr aktiv. Nach dem Ersten Weltkrieg war er aktives Mitglied der „Hallischen Künstlergruppe“, eine der zahlreichen revolutionären Künstlervereinigungen im Rahmen der „Novembergruppe“. Er war als Mitglied der USPD/KPD von 1919 bis 1924 Stadtverordneter in Halle. Auch war er ständiger Mitarbeiter der kommunistischen Presse und schrieb eine Vielzahl kritischer Artikel zu Fragen der Kultur- und Sozialpolitik Halles.

## Bauten und Entwürfe

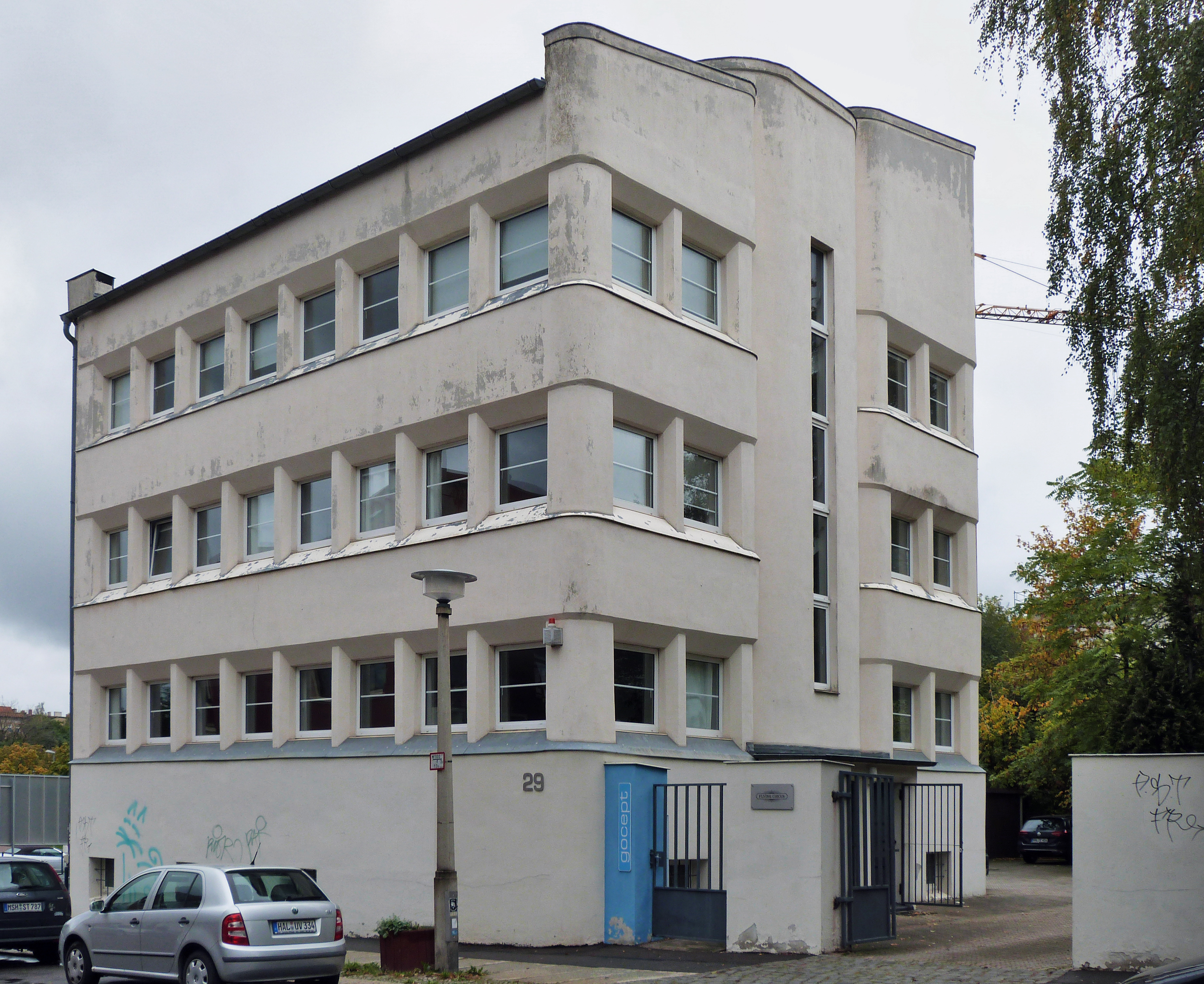
Bürogebäude Sernau (1922)

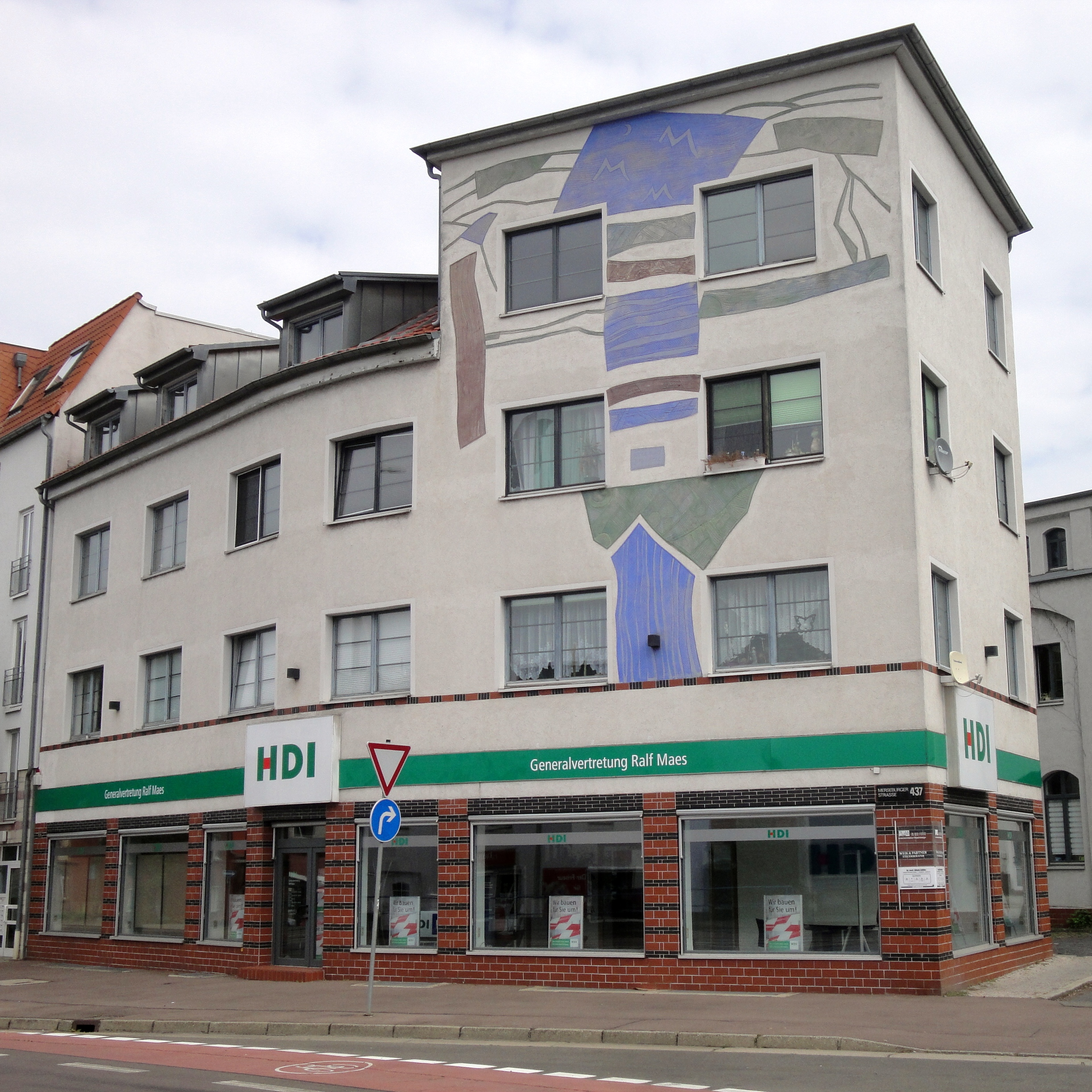
Konsumverein Ammendorf (1928)

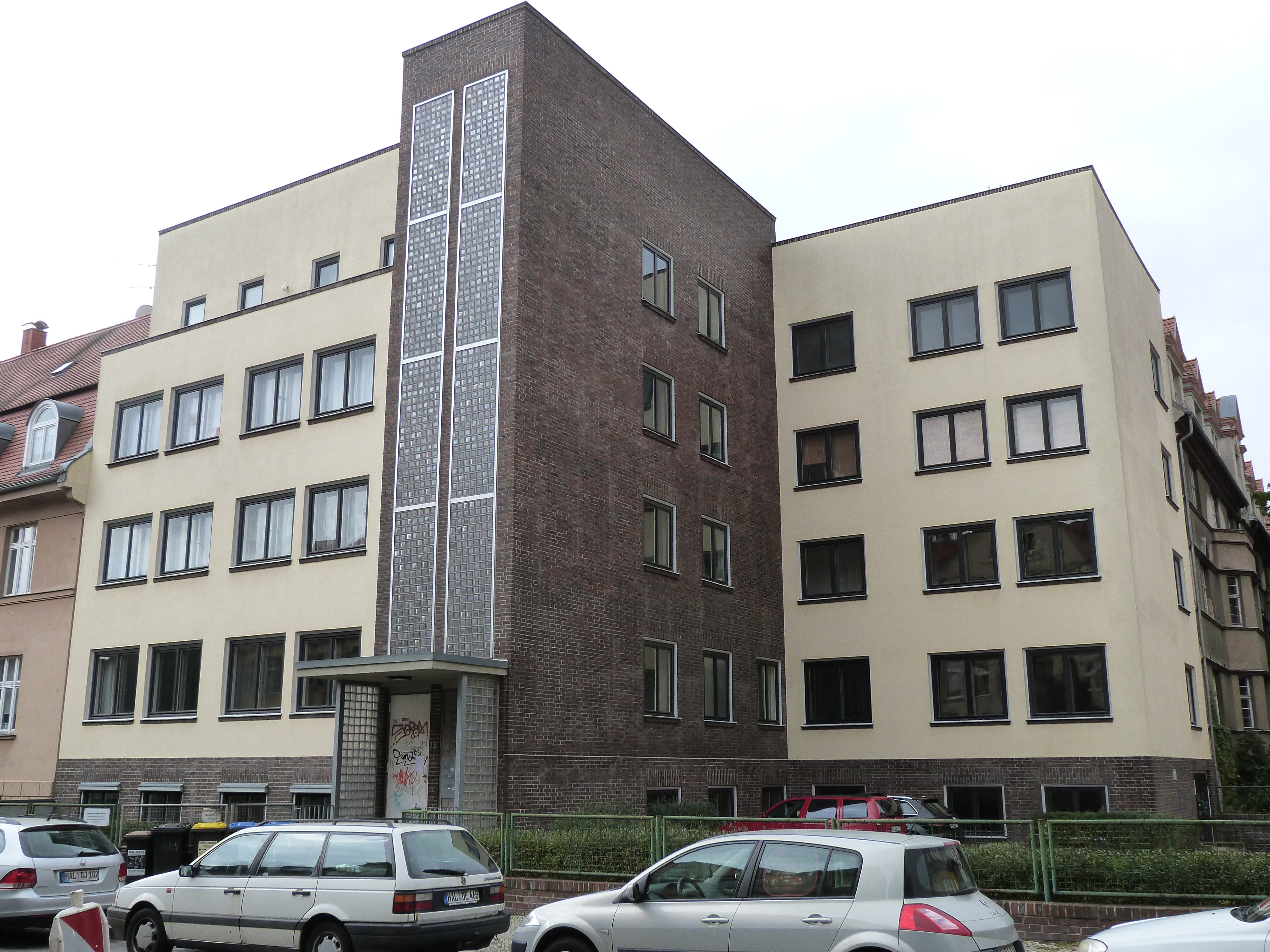
Krankenkassenverband Sachsen-Anhalt (1928)

- 1913–1915: Uhrerker am Stadtbad (Halle (Saale))
- 1914–1916: "Musterfriedhof" an der Kleinen Feierhalle im Gertraudenfriedhof in Halle (ca. 8 m × 8 m), Grabmale und Schöpfbrunnen für Friedhöfe
- 1919: Grabmalgeschäft F. Schulze / Adolf a´Brassard, neben dem Gertraudenfriedhof in Halle (erstes selbständiges Werk, nicht erhalten)
- 1920/1921: Grab- und Gedenkstätten für die Opfer des Kapp-Putsches auf dem Gertraudenfriedhof Halle und auf dem Friedhof Ammendorf
- 1921: Umbau und Erweiterung des Schützenhauses Glaucha zum Büro- und Druckereigebäude für den Verlag Klassenkampf in Halle (Saale), Lerchenfeldstraße 14
- 1922: Bürogebäude Sernau („Forsterhof“) in Halle (Saale), Forsterstraße 29 (mit Alfred Gellhorn)[1]
- 1922–1923: Laugerei der Silberhütte „Auf Gottesbelohnung“ der Mansfeld AG bei Großörner (mit Alfred Gellhorn, nicht erhalten)
- 1923–1924: Spielwarenfabrik Edenhofer in Liebertwolkwitz, Eisenbahnstraße 1 (mit Alfred Gellhorn)
- 1924–1925: Um- und Erweiterungsbau der Allgemeinen Ortskrankenkasse in Halle (Saale), Kleine Klausstraße 16 (mit Alfred Gellhorn)
- 1926: Klubhaus (Auskleidehalle) im Bad des Arbeiterschwimmvereins Halle, südlich der Elisabethbrücke (nicht erhalten)
- 1926: Bootshaus des Freien Wassersport-Vereins Böllberg-Wörmlitz in Halle (Saale), Böllberger Weg (nicht erhalten)
- 1926–1927: Zweifamilienhaus Gölicke in Halle (Saale), Emil-Grabow-Straße 2
- 1926–1927: mehrere Einfamilienhäuser in Halle (Saale), Albert-Schweitzer-Straße (evtl. mit Alfred Gellhorn)
- 1927–1928: Dreifamilienhaus Pascher in Ruhla, An der Krümme 25
- 1928: Großfleischerei des Konsumvereins Halle-Merseburg in Halle (Saale), Landsberger Straße 13–15 (nicht erhalten)
- 1928: Geschäftshaus des Konsumvereins Ammendorf in Halle (Saale), Merseburger Straße 437
- 1928: Geschäftshaus des Konsumvereins Zscherben, Hauptstraße 36
- 1927–1928: Verwaltungsgebäude des Krankenkassenverbandes Sachsen-Anhalt in Halle (Saale), Clara-Zetkin-Straße 15[2]
- 1928–1929, um 1936: Kindererholungsheim in Ruhla, Am Reuter 2
- 1928–1931: Verwaltungsgebäude der AOK in Halle (Saale), Robert-Franz-Ring 16[3]